# Kamienica Józefa Czapiewskiego w Łodzi
Kamienica Józefa Czapiewskiego – kamienica położona przy ulicy Piotrkowskiej 39 w Łodzi.

## Historia
Na przełomie lat 60. i 70. XIX w. teren posesji zajmował parterowy dom, którego właścicielem był Heihrich Heider. Współczesną dwupiętrową kamienicę wybudował w 1875 roku kolejny właściciel, Józef Czapiewski, gdzie przez pewien czas prowadził cukiernię. Budynek pozostawał w rękach Józefa Czapiewskiego do końca lat 80. XIX w. Następnie zmieniał właścicieli co kilka lat, z których znani są: Dawid Tempel (1893), Chaim Mendel Winter (lata 1897–1907), „Wilhelm Brass i S-wie” (lata 1908–1911), Wolf i Majer Eisner (lata 1912–1920). Ostatni z wymienionych, prowadził tutaj dom handlowy wraz z Szulimem Białerem.
W budynku, Majer Eisner oraz Szulim Białer, prowadzili dom handlowy. Znajdowało się tutaj również przedstawicielstwo Niemiecko-Rosyjskiego Towarzystwa Transportów i Żeglugi, kierowane przez Zygmunta Teemana, który do 1922 roku mieszkał pod tym adresem.
Neobarokowa fasada dwupiętrowej kamienicy ma liczne pilastry, okna pierwszego piętra ozdobione są półkolumnami, a naczółki okienne mają tympanony.